# Rowerowa redukcja ubóstwa

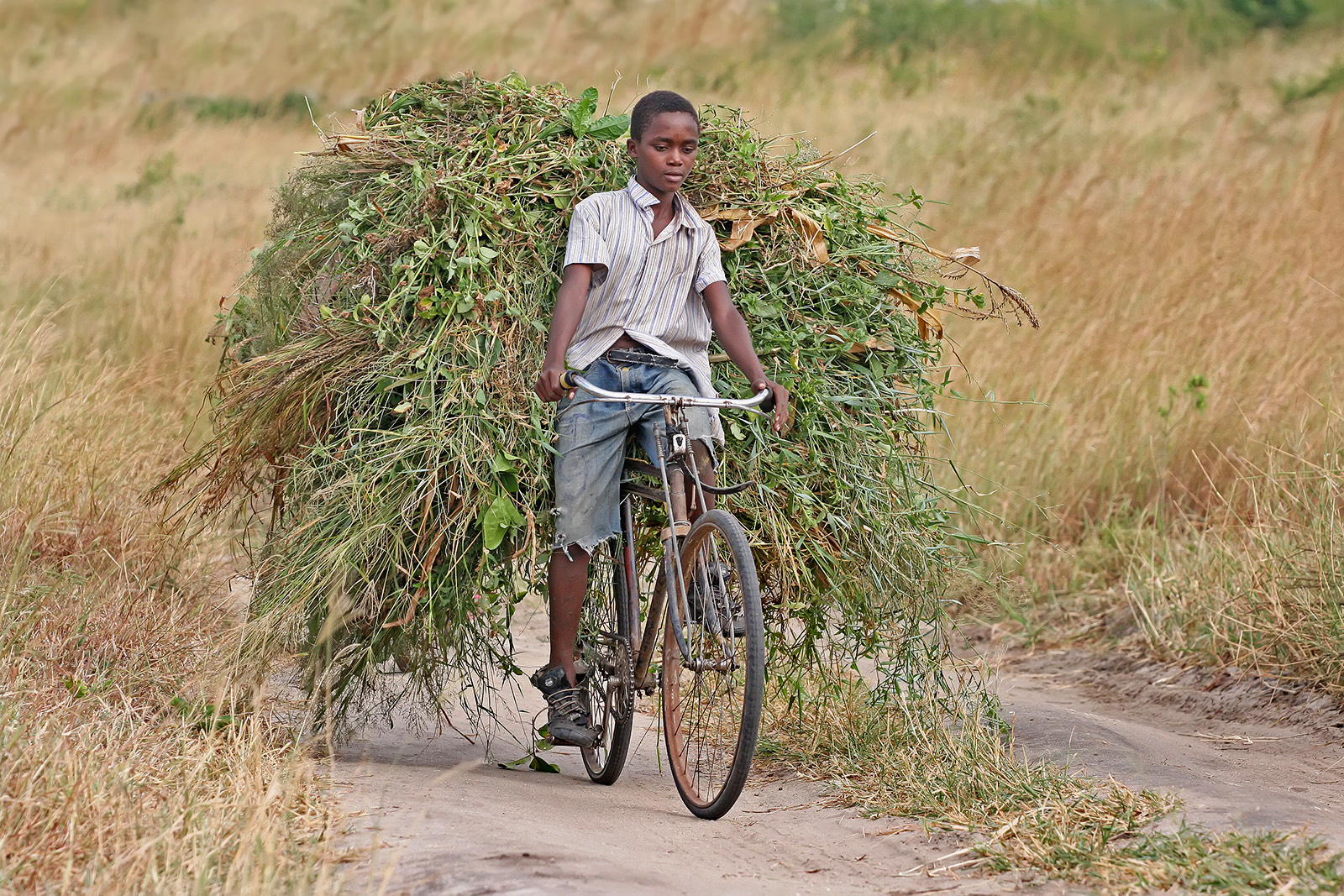
Chłopiec z Tanzanii przewożący na rowerze paszę, aby wykarmić rodzinne bydło

Rowerowa redukcja ubóstwa – koncepcja, zgodnie z którą korzystanie z roweru i rozwinięta infrastruktura rowerowa może radykalnie zmniejszyć ubóstwo. Zostało to wykazane na podstawie efektów projektów pilotażowych przeprowadzonych w Azji Południowej i Afryce. Eksperymenty przeprowadzone w Afryce (Uganda i Tanzania) oraz Sri Lance na setkach gospodarstw domowych wykazały, że korzystanie z roweru może zwiększyć dochody biednej rodziny o 35%.
Transport rowerowy, przy stosunkowo niskich kosztach, przynosi korzyści w zakresie zmniejszania ubóstwa na obszarach wiejskich. Na przykład inwestycje drogowe w Indiach były od 3 do 10 razy bardziej efektywne niż prawie wszystkie inne inwestycje i dotacje w gospodarce wiejskiej w dekadzie lat 90. XX w. Drogi ułatwiają transport na poziomie makro, podczas gdy dostęp dla rowerów wspiera go na poziomie mikro. W tym świetle rower może być skutecznym sposobem wyeliminowania ubóstwa w biednych krajach.
Specjalnie zaprojektowane rowery dostarcza do rozwijających się części świata organizacja World Bicycle Relief (WBR). Na przełomie 2019 i 2020 sfinansowała pięćsettysięczny rower, który został dostarczony do szkoły w Kenii na początku 2020 roku.
Organizacja Narodów Zjednoczonych (ONZ) ogłosiła przy okazji deklaracji w sprawie zrównoważonego rozwoju, że upowszechnienie i promocja jazdy na rowerze mogą przyczynić się do zwalczania ubóstwa, bo stanowią najlepsze narzędzie transportu umożliwiające najuboższym dostęp do edukacji czy miejsc pracy – dzięki rowerom dzieci mogą dojeżdżać do odległych o kilka kilometrów szkół, a dorośli zarabiać z dala od miejsca zamieszkania bez konieczności wydawania pieniędzy na paliwo lub komunikację publiczną. Rowery odgrywają też, według ONZ, istotną rolę w zwalczaniu głodu, bo pozwalają drobnym rolnikom przewozić swoje plony, a kupującym pozwalają docierać do targowisk czy rynków.

## Galeria

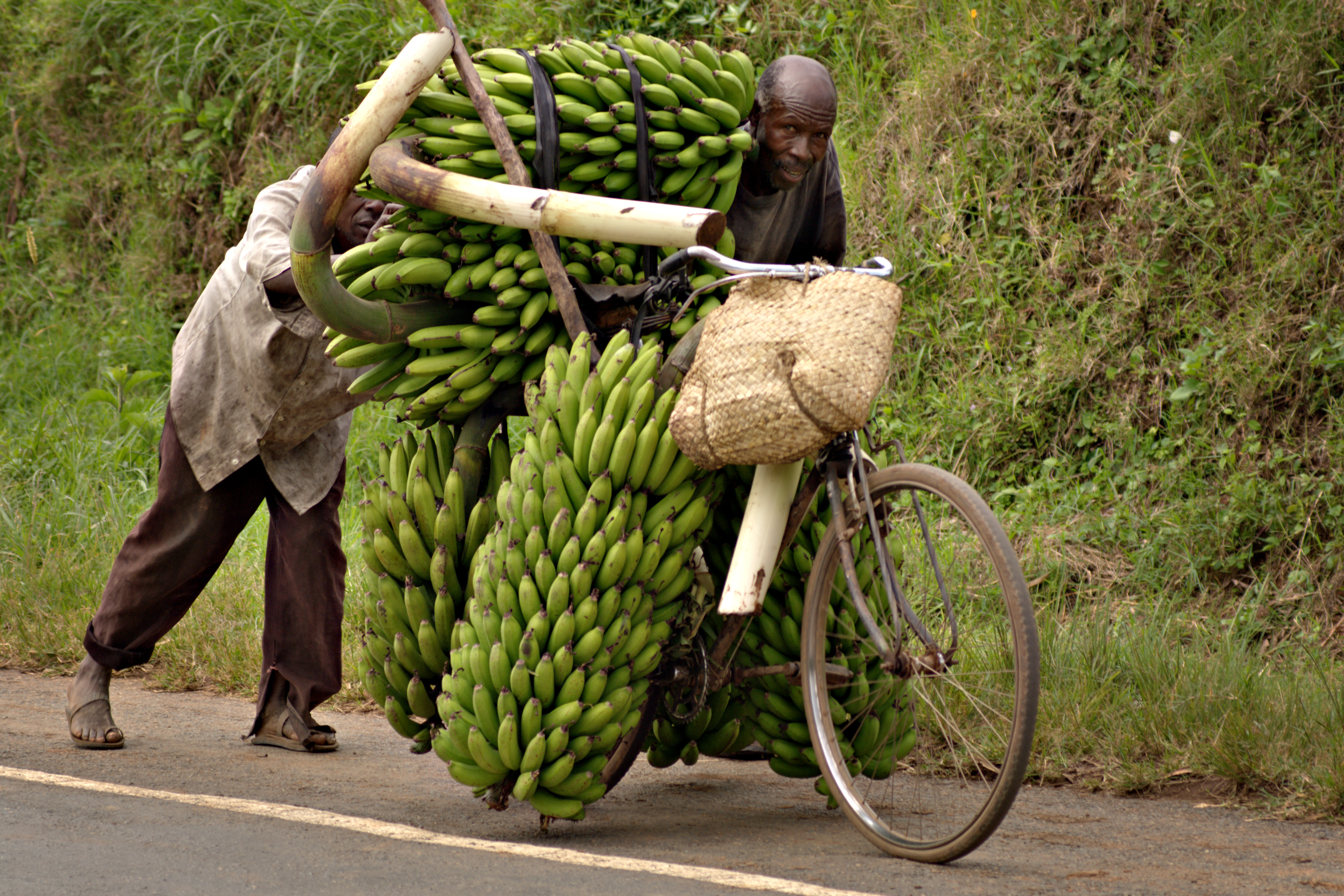
Mężczyźni w Ugandzie używający roweru do transportu bananów
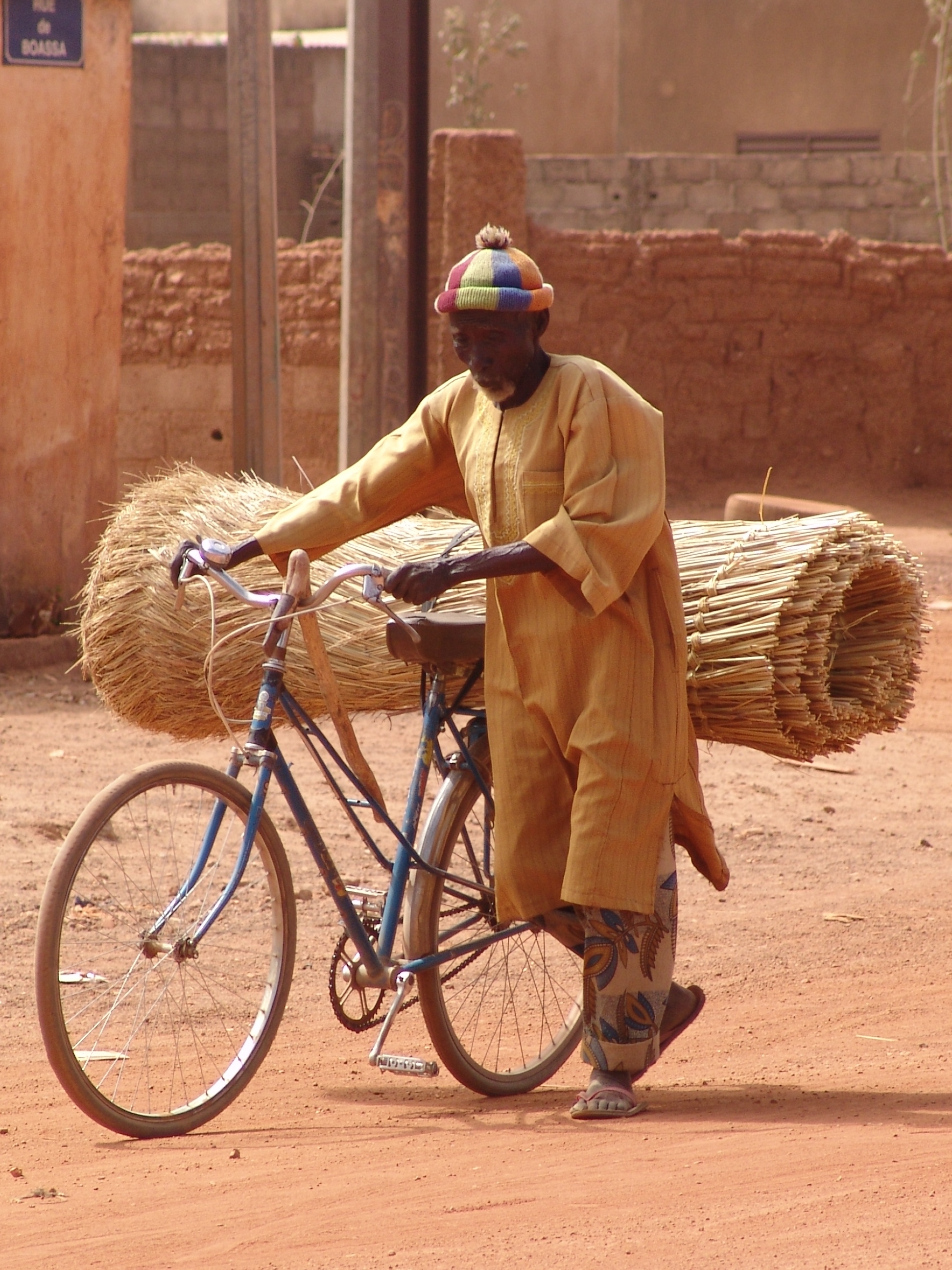
Mężczyzna przewozi towary na rowerze w Wagadugu w Burkina Faso
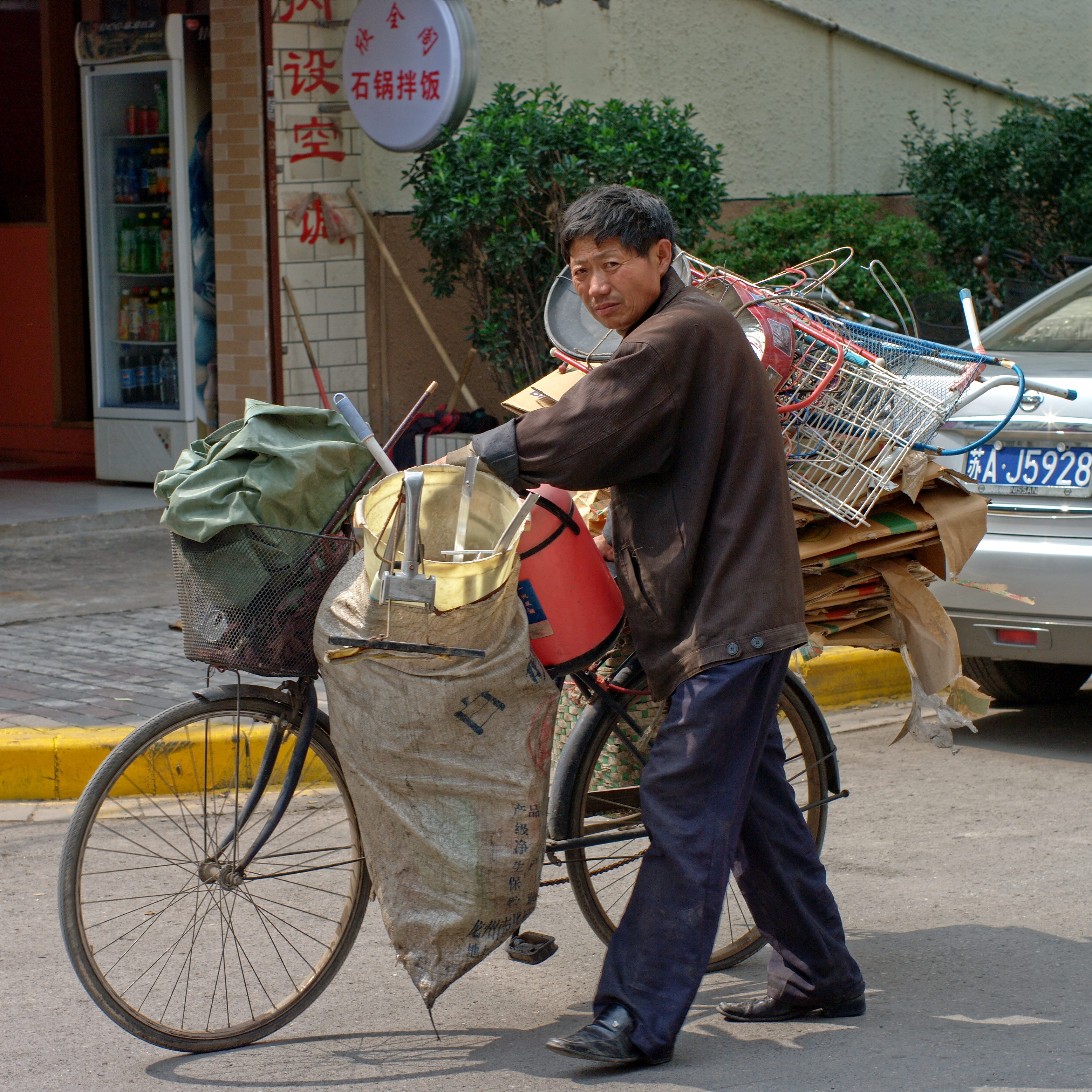
Mężczyzna przewożący surowce wtórne na rowerze w Chinach
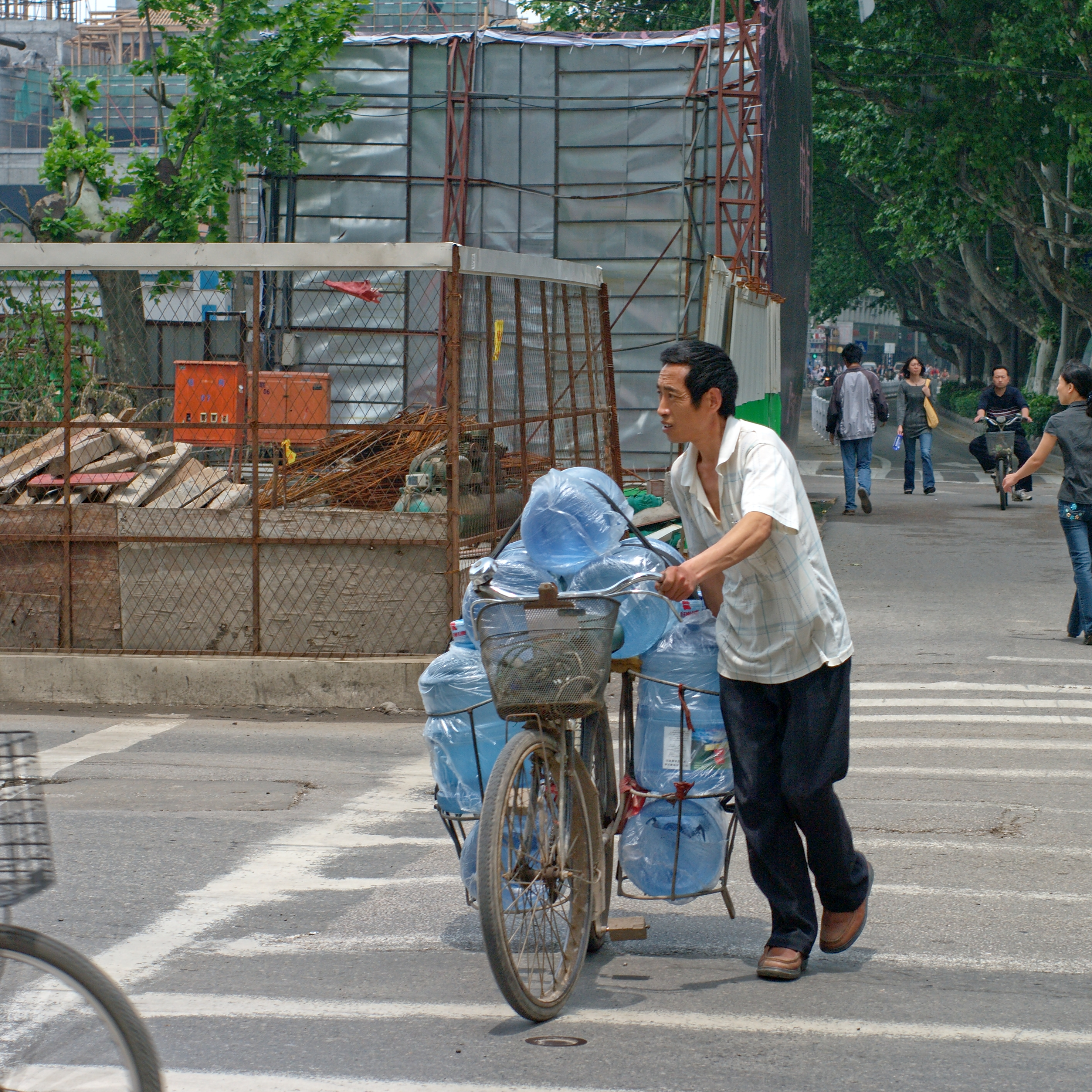
Mężczyzna dostarczający wodę rowerem w Nankinie w Chinach
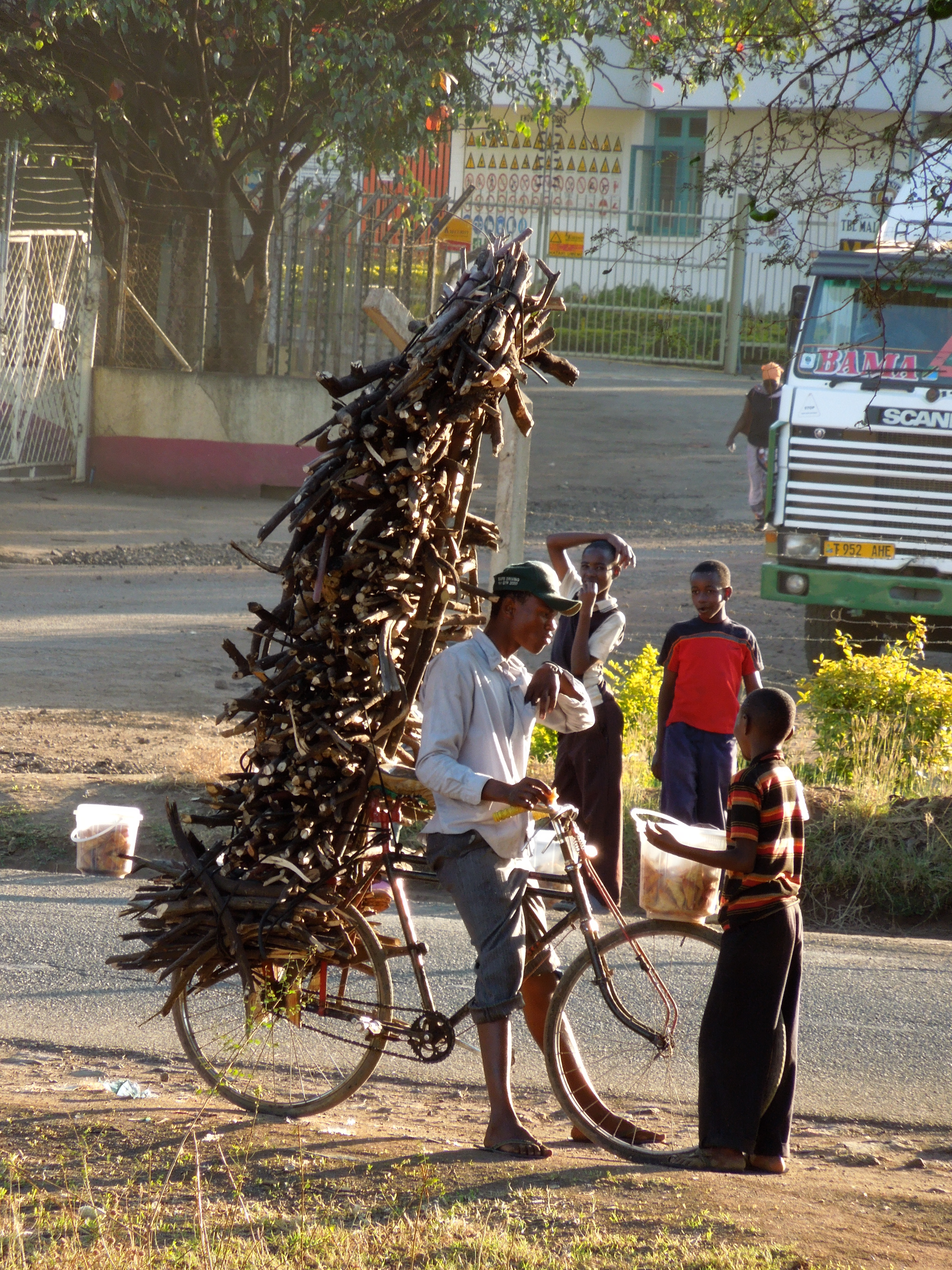
Transport drewna na opał rowerem w Moshi, w Tanzanii